# MILLION KISSES
『MILLION KISSES』（ミリオン・キッシーズ）は、DREAMS COME TRUEの4枚目のアルバム。
1991年11月15日にEpic/Sony Records（現・エピックレコードジャパン）からリリースされた。

## 概要
- 前作から約1年ぶりのオリジナルアルバム。
- DREAMS COME TRUEがシングルで初めてオリコンランキングで1位をとった作品「Eyes to me/彼は友達」を収録している。
- アルバムタイトルは「Goodbye, Darlin'」の歌詞にある「100万のキス」からではなく、前作の『WONDER3』がドリカム初の100万枚を突破したことへの感謝の気持ちから（購入した100万人へキスを）。
- 1994年6月時点で、累計売上240万枚（エピックレコードジャパン）[1]。
- このアルバムを携えて、コンサートツアー『DREAMS COME TRUE CONCERT TOUR MILLION KISSES』を開催した。
- 本作はCDとカセットテープで発売された後、1992年11月1日にソニーミュージックのMDソフト第一弾発売作品88タイトルのラインナップとして、『WONDER 3』(規格品番：ESYB7010)と合わせて発売された。

## 収録曲
| 全作詞: 吉田美和（※特記以外）、全編曲: 中村正人。 |                                                                                     |                        |          |      |
| #                                                 | タイトル                                                                            | 作詞                   | 作曲     | 時間 |
| 1.                                                | 「STELLA OF DREAMS COME TRUE～OPENING THEME～」(※作詞: 吉田美和・MIKE PELA・YANCHI) | 吉田美和 （※特記以外） | 中村正人 | 1:59 |
| 2.                                                | 「彼は友達」("What a fabulous" VERSION)                                             | 吉田美和 （※特記以外） | 吉田美和 | 4:13 |
| 3.                                                | 「Goodbye, Darlin'」                                                                | 吉田美和 （※特記以外） | 吉田美和 | 4:59 |
| 4.                                                | 「愛しのハピィデイズ」                                                              | 吉田美和 （※特記以外） | 吉田美和 | 4:38 |
| 5.                                                | 「この恋はハードボイルド」                                                          | 吉田美和 （※特記以外） | 中村正人 | 4:55 |
| 6.                                                | 「薬指の決心」                                                                      | 吉田美和 （※特記以外） | 中村正人 | 4:40 |
| 7.                                                | 「あなたにサラダ」                                                                  | 吉田美和 （※特記以外） | 吉田美和 | 3:51 |
| 8.                                                | 「未来予想図」                                                                      | 吉田美和 （※特記以外） | 吉田美和 | 5:22 |
| 9.                                                | 「忘れないで」                                                                      | 吉田美和 （※特記以外） | 中村正人 | 4:47 |
| 10.                                               | 「4月の雨」                                                                         | 吉田美和 （※特記以外） | 吉田美和 | 4:57 |
| 11.                                               | 「Eyes to me」(VERSION #2)                                                          | 吉田美和 （※特記以外） | 中村正人 | 4:39 |
| 12.                                               | 「銀河への船」                                                                      | 吉田美和 （※特記以外） | 中村正人 | 6:50 |
| 合計時間:                                         | 合計時間:                                                                           | 合計時間:              | 55:50    |      |

## 楽曲解説
1. STELLA OF DREAMS COME TRUE～OPENING THEME～
  - 前アルバム収録曲「笑顔の行方」のコーラスの歌詞がモチーフ。
2. 彼は友達（"What a fabulous" VERSION）
  - 9thシングル。
  - シングルバージョンになかった間奏が追加されている。
3. Goodbye, Darlin'
4. 愛しのハピィデイズ
5. この恋はハードボイルド
  - 10thシングルのカップリング。
  - 表記はないが、シングルバージョンよりもイントロが長い。
6. 薬指の決心
  - 「この曲がライブで演奏されている最中にプロポーズしたら成功した」というエピソードがラジオで紹介された。
7. あなたにサラダ
8. 未来予想図
  - 「未来予想図」シリーズの第1弾にあたる楽曲で、先に2枚目のアルバム『LOVE GOES ON…』で発表された「未来予想図II」より以前に制作されている。
  - 富士フイルムCMソング
  - 2010年に徳永英明がカバーした（『VOCALIST 4』）
  - 2012年に青木隆治がカバーした（『VOICE 199X』）
9. 忘れないで
  - 10thシングル。
  - 表記はないがシングルバージョンになかったイントロ前のセリフが追加されている。
10. 4月の雨
11. Eyes to me（VERSION #2）
  - 9thシングル。
  - シングルバージョンより演奏時間が長く、最後の部分に於いてコーラスが入っている。
12. 銀河への船

## ライブ映像
| #  | タイトル               | 収録ライブ                                                           |
| -- | ---------------------- | -------------------------------------------------------------------- |
| 2  | 彼は友達               | 史上最強の移動遊園地 DREAMS COME TRUE WONDERLAND 1995                |
| 2  | 彼は友達               | 史上最強の移動遊園地 DREAMS COME TRUE WONDERLAND 2007                |
| 3  | Goodbye, Darlin'       | DREAMS COME TRUE 裏ドリワンダーランド 2016                           |
| 4  | 愛しのハピィデイズ     | 20th Anniversary DREAMS COME TRUE CONCERT TOUR 2009 “ドリしてます？” |
| 5  | この恋はハードボイルド | 史上最強の移動遊園地 DREAMS COME TRUE WONDERLAND 2011                |
| 6  | 薬指の決心             | 史上最強の移動遊園地 DREAMS COME TRUE WONDERLAND 2007                |
| 6  | 薬指の決心             | 史上最強の移動遊園地 DREAMS COME TRUE WONDERLAND 2019                |
| 7  | あなたにサラダ         | 史上最強の移動遊園地 DREAMS COME TRUE WONDERLAND 1995                |
| 7  | あなたにサラダ         | DREAMS COME TRUE CONCERT TOUR 2006 “THE LOVE ROCKS”                  |
| 8  | 未来予想図             | 史上最強の移動遊園地 DREAMS COME TRUE WONDERLAND 1999 ～夏の夢～     |
| 8  | 未来予想図             | 史上最強の移動遊園地 DREAMS COME TRUE WONDERLAND 2003                |
| 8  | 未来予想図             | 史上最強の移動遊園地 DREAMS COME TRUE WONDERLAND 2023                |
| 9  | 忘れないで             | 史上最強の移動遊園地 DREAMS COME TRUE WONDERLAND 2019                |
| 10 | ４月の雨               | 史上最強の移動遊園地 DREAMS COME TRUE WONDERLAND 1999 ～夏の夢～     |
| 11 | Eyes to me             | 史上最強の移動遊園地 DREAMS COME TRUE WONDERLAND 1991                |
| 11 | Eyes to me             | 史上最強の移動遊園地 DREAMS COME TRUE WONDERLAND 1995                |
| 11 | Eyes to me             | 20th Anniversary DREAMS COME TRUE CONCERT TOUR 2009 “ドリしてます？” |
| 11 | Eyes to me             | 史上最強の移動遊園地 DREAMS COME TRUE WONDERLAND 2011                |
| 12 | 銀河への船             | 史上最強の移動遊園地 DREAMS COME TRUE WONDERLAND 1999 ～冬の夢～     |
| 12 | 銀河への船             | 史上最強の移動遊園地 DREAMS COME TRUE WONDERLAND 2011                |

## ツアーのセットリスト
『DREAMS COME TRUE CONCERT TOUR ”MILLION KISSES”』のセットリスト
1. OPEN SESAME
2. STELLA OF DREAMS COME TRUE
3. 笑顔の行方
4. 彼は友達
5. Eyes to me
6. 愛しのハピィデイズ
7. Goodbye, Darlin'
8. 忘れないで
9. 4月の雨
10. 時間旅行
11. ボーナス・トラック (Vo. 中村＆西川）
12. あなたにサラダ
13. 薬指の決心
14. この恋はハードボイルド
15. さよならを待ってる
16. Ring! Ring! Ring!
17. 未来予想図
18. 銀河への船
19. 雪のクリスマス or 星空が映る海（ENCORE 12月）
20. うれしい！たのしい！大好き！（ENCORE 12月）
21. 星空が映る海 or LOVE GOES ON...（ENCORE 1月～）
22. うれしい！たのしい！大好き！（ENCORE 1月～）
23. 星空が映る海（ENCORE 4月後半～）
24. 決戦は金曜日（ENCORE 4月後半～）
25. うれしい！たのしい！大好き！（ENCORE 4月後半～）